# Dracunculidae
Dracunculidae är en familj av rundmaskar. Dracunculidae ingår i ordningen Camallanida, klassen Adenophorea, fylumet rundmaskar och riket djur.
Familjen innehåller bara släktet Anguillicola.

## Bildgalleri

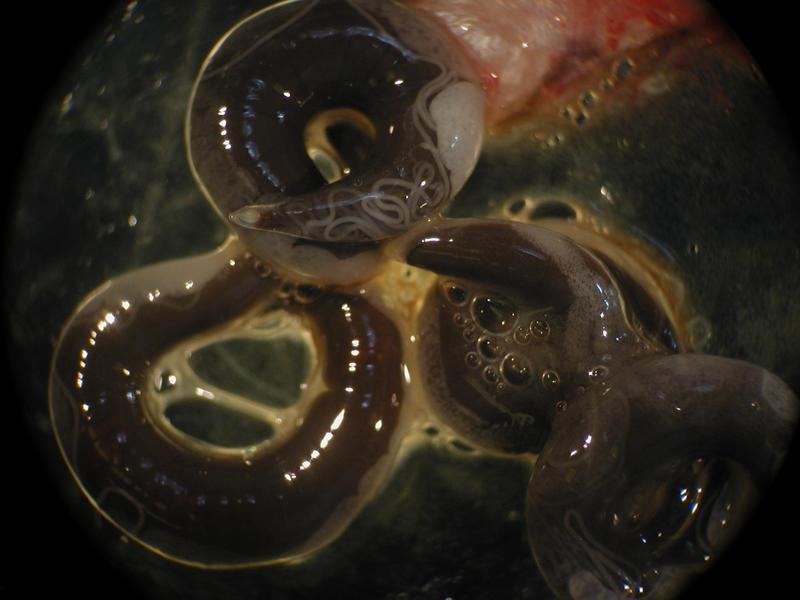
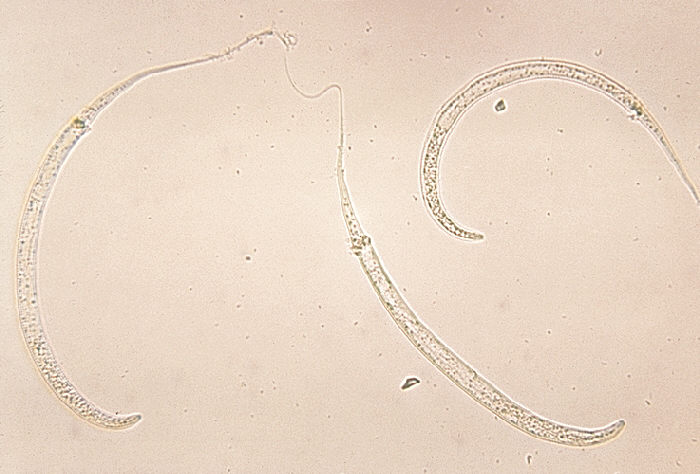
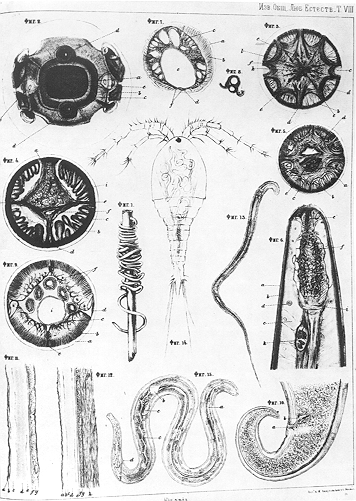
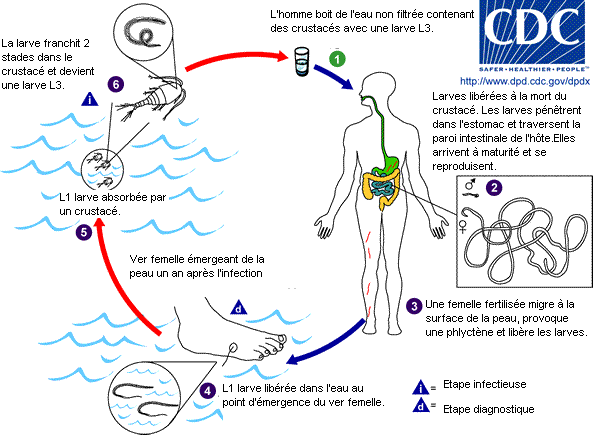
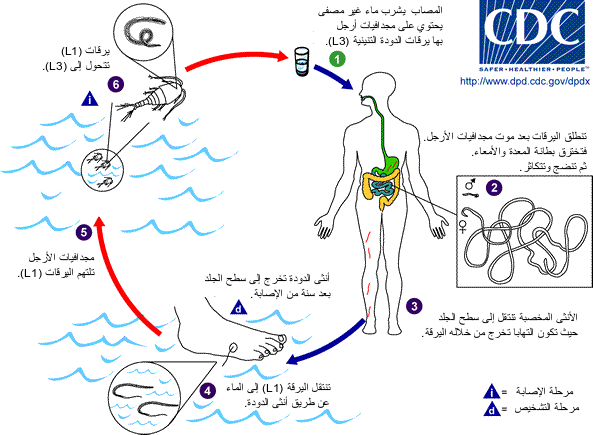